# Dora Cojocaru
Dora Cojocaru, născută în 1963 la Baia Mare, este o compozitoare de origine română. Și-a început studiile muzicale în 1970, la Liceul de Muzică din orașul natal, avându-i ca profesori pe Liviu Borlan, Ecaterina Vida și Luminița Pop, continuându-le la Academia Națională de Muzică „Gheorghe Dima" Cluj-Napoca, unde a studiat cu Iuliu Bonna (teorie-solfegiu), Hans Peter Türk (armonie), Dan Voiculescu (contrapunct), Vasile Herman (forme muzicale), Cornel Țăranu (compoziție), Tudor Jarda, Cornel Țăranu și Vasile Herman (orchestrație), Romeo Ghircoiașu și Rodica Oană-Pop (istoria muzicii), Traian Mârza (folclor) și Graziella Giorgia (pian). În decursul anilor petrecuți la Cluj, a făcut parte din corul Cappella Transylvanica (1983-1986), cu care a întreprins turnee artistice în Italia (1983), Grecia (1984) și Bulgaria (1985).
Începând cu anul 1986 se mută în orașul natal, Baia Mare, unde va fi profesoară a Școlii Generale nr. 20 (în prezent Colegiul de Arte), activând și ca îndrumătoare a Cenaclului Lira.  După doar patru ani, în 1990, se întoarce la Conservatorul din Cluj ca asistent, treptat obținând titulatura de lector și promovând în cadrul catedrei de forme muzicale a Academiei de Muzică clujene la gradul de conferențiar universitar. În 1991 începe o perioadă de perfecționare în compoziție, la Hochschule für Musik din Kӧln, cu Paul Mefano, Johannes Fritsch și Dieter de la Motte, finalizată în 1995. Obține în această perioadă numeroase premii și burse: Tempus în 1991, D.A.A.D. în 1992, Soros în 1992, Heinrich Boll în 1993, E.M.E.F.A. în 1993, Rotary Club în 1993, Gaudeamus în 1994, Atelierhaus Worpswdede în 1995, Socrate/Erasmus în 1999.
Foarte activă, a participat la congrese, conferințe, comunicări științifice și a semnat publicații în reviste de specialitate. Creația sa (în domeniul cameral, coral, simfonic, vocal-simfonic, de operă) este promovată prin imprimări radio, TV și CD. A colaborat la: WDR 5 Kӧln. A susținut un doctorat în muzicologie/stilistică la Academia de Muzică din Cluj, cu lucrarea (tipărită la Clu,j în 1999), Creația lui Gyӧrgy Ligeti în contextul stilistic al secolului XX,  prima carte despre Ligeti apărută în peisajul muzicologic românesc, care a fost, de altfel, recompensată cu Premiul UCMR.
În anul 2002, Dora Cojocaru a emigrat în Canada la Montréal, unde a rămas stabilită până în prezent. Între 2002 și 2009 a activat la Universitatea McGill și Universitatea Concordia din Montréal ca profesor colaborator, susținând cursuri și seminarii pentru toate nivelele de studii universitare (licență, masterat, doctorat): Compoziție, Muzica după 1945, Gy. Ligeti, Teatru instrumental, Literatură pentru orchestră. În paralel a participat la colocvii organizate de departamentul de teoria muzicii și a susținut, de asemenea, cursuri de pian, teoria muzicii, armonie, contrapunct, forme și analize muzicale la Centrul Cultural Pierrefonds și Academia LAMBDA din Montréal, deținând funcția de Specialist responsabil cu activități culturale.

### CREAȚIA
Lucrările au fost interpretate în peste 159 de concerte și festivaluri de muzică nouă în România, Ungaria, Austria, Germania, Olanda, Ucraina, Republica Moldova, Italia, Franța, Elveția, S.U.A., Canada, Japonia, Coreea, Mexic.

#### Muzică de cameră
- Trei lieduri / pentru voce si pian (versuri de A. Dumbrãveanu) / 1987
- Eleusis / pentru doua percutii si pian / 1988

- Cantos / pentru voce si violoncel / 1990
- Panglici / sextet (flaut, clarinet, corn, vioara, violoncele, pian) / 1992
- Cantos ll / pentru voce si clarinete / 1992
- Poarta soarelui / pentru flaut, timpani si ucelli / 1992
- Trills / trio de coarde / 1992
- A3 / pentru clarinet, pian si percutie / 1993
- Sh’ma Itamar / pentru flaut si chitara / 1993
- Cvartet de coarde nr.1 / cvartet de coarde / 1994
- Epitaf ll / pentru pian / 1988 / rev. 1995
- Concertare / cvartet de alamuri  / 1995
- Fragmenti / pentru trombon / 1996
- 5 Momente efemere / cvintet de suflatori / 1996
- Fragmenti... pro musica nova / pentru clarinete, pian si percutie / 1996
- Cvartet de coarde nr. 2 …esser loro Padre, Guida ed Amico! / cvartet de coarde / 1996
- ...on revient toujours!  / pentru clarinet si ansamblu de camera / 1996
- Refrene / pentru clarinet / 1997
- Red/Rouge/Rot / pentru oboi / 1998
- Qu.-Sax.  / cvartet de saxofoane / 1998
- Short Poem for T.J. / pentru patru voci / 1999
- Sh’ma Itamar / pentru flaut si fagot /1998
- Trio Violinissimo / trio de coarde /1998
- Gymels for Gemini / pentru viola da gamba si lauta /1999
- Briefe nach Deutschland / pentru violoncel (cu o varianta pentru viola da gamba) / 2000
- Amintiri din Apuseni / pentru flaut / 2000
- Die andere Seite der Stille / pentru oboi, vioara, viola si violoncel / 2001
- Basler Konzert pentru trombon si ansamblu cameral / 2002
- De doinit / pentru flaut si clavecin / 2003
- Etudes oubliées / pentru cvartet de clarinete sau cvartet de fagoti / 2003
- Virelais et Virelangues / pentru voce si ansamblu de camera / 2004
- Clopote si orgi / pentru orga, doua pozitive de orga si clopote / 2004
- Schattenspiel / oboi si clarinet / 2004
- Venedig / pentru soprana, flaut traversier, violoncel baroc si clavecin / 2005
- Im Garten / pentru soparana, tenor, flaut traversier, violoncel baroc si clavecin / 2006
- Sunflower Ritual / pentru vibrafon, marimba, tom-toms si chimes / 2006
- Insects, Bugs and Other Species / trio de clarinete / 2007
- Three Sketches for a Fussy Winter / pentru ansamblu cameral / 2008)
- Dans in doi / pentru flaut traversier si clavecin / 2008
- Polovragi / pentru percutie solo / 2010
- Chemari / pentru alphorn (sau trompeta) si orga / 2014
- Mnemosyne / pentru clarinet solo /2014
- A.D.A. Trio / pentru trompeta, vioara, si pian / 2016
- Cicadamania / pentru clarinet, trombon, pian, vioara si violoncel / 2018

#### Muzică pentru cor
- Trei coruri / pentru cor de copii (versuri folclorice) / 1984
- Suitã de cântece pentru copii / pentru cor de copii si pian (versuri folclorice) / 1987
- Dupã melci / pentru cor de copii (versuri de Ion Barbu) / 1987
- Nu sunt singur  / pentru cor mixt (versuri de Lucian Blaga) / 1988
- Doctorul Aumãdoare (muzica de scena pentru teatru de papusi) / 1988
- Colinda (Iesi, Ioane, pan’ afara) / pentru cor mixt (versuri folclorice) 2010
- Madame S. - Gros Grand Gras Grain - Kiki et Coco / pentru cor mixt (pe jocuri de cuvinte) 2018

#### Muzică simfonică, concertantă,  vocal-simfonică și de operă
- Structuri / pentru orchestra / 1985
- Luci, soare, luci / cantata pentru cor si orchestra de copii (versuri folclorice) / 1986
- Bocet pentru Manole / cantata pentru doi solisti vocali si ansamblu instrumental  / 1987
- Vitalitate! / pentru orchestra de coarde / 1991
- Riga Crypto și lapona Enigel / opera de camera (dupa Ion Barbu) / 1994
- Galgenlieder in der Nacht  / cantata de camera pentru voce si ansamblu instrumental / 1995
- Dati-mi lampa lui Aladin / cantata de camera (versuri de E. et D. Botta, Trakl, Rilke si Ady) / 1998
- Violinissimo / pentru orchestra de camera / 1998
- Concert pentru percutie si orchestra / 1999
- Concert pentru oboi si orchestra / 2001
- O mein Bruder / cantata de camera (versuri de E. et D. Botta, Trakl, si Rilke) – versiune noua / 2006